# Weston in Arden
Weston in Arden – osada w Anglii, w hrabstwie Warwickshire. Leży 4,5 km od miasta Nuneaton, 24,2 km od miasta Warwick i 141,9 km od Londynu. Weston in Arden jest wspomniana w Domesday Book (1086) jako Westone.